# Mission Canyon
Mission Canyon is een plaats (census-designated place) in de Amerikaanse staat Californië, en valt bestuurlijk gezien onder Santa Barbara County. In Mission Canyon is de Santa Barbara Botanic Garden te vinden.

## Demografie
Bij de volkstelling in 2000 werd het aantal inwoners vastgesteld op 2610.

## Geografie
Volgens het United States Census Bureau beslaat de plaats een oppervlakte van
4,2 km², waarvan 4,1 km² land en 0,1 km² water.

## Plaatsen in de nabije omgeving
De onderstaande figuur toont nabijgelegen plaatsen in een straal van 16 km rond Mission Canyon.